# Vulaines-lès-Provins
Vulaines-lès-Provins – miejscowość i gmina we Francji, w regionie Île-de-France, w departamencie Sekwana i Marna.
Według danych na rok 1990 gminę zamieszkiwało 51 osób, a gęstość zaludnienia wynosiła 5 osób/km² (wśród 1287 gmin regionu Île-de-France Vulaines-lès-Provins plasuje się na 1074. miejscu pod względem liczby ludności, natomiast pod względem powierzchni na miejscu 369.).